# Oja (Jenissei)
Die Oja (russisch Оя) ist ein rechter Nebenfluss des Jenissei in der Region Krasnojarsk im Süden von Sibirien.
Die Oja hat ihren Ursprung in dem kleinen auf etwa 1400 m Höhe gelegenen Ojskoje-See im nordöstlichen Westsajan.
Die Fernstraße R257 führt direkt am Ostufer des Sees vorbei.
Von dort durchfließt die Oja das Gebirge in anfangs westlicher Richtung. Später wendet sie sich nach Norden, verlässt das Bergland und passiert bei Flusskilometer 80 das Verwaltungszentrum Jermakowskoje. 10 km weiter flussabwärts trifft der Kebesch, wichtigster Nebenfluss der Oja, von rechts auf den Fluss. Nun wendet sich die Oja nach Westen. Wenige Kilometer vor der Mündung liegt der Ort Kasanzewo am Südufer der Oja. Schließlich erreicht die Oja etwa 60 km südlich der Großstadt Abakan den Jenissei.
Im Unterlauf bildet die Oja zahlreiche Mäander aus.
Die Oja verläuft fast vollständig innerhalb des Jermakowski rajon. Lediglich die letzten 20 Kilometer der Fließstrecke liegen im Schuschenski rajon.
Die Fernstraße R257 kreuzt bei Jermakowskoje und bei Kasanzewo den Flusslauf der Oja.
Die Oja hat eine Länge von 254 km. Sie entwässert ein Areal von 5300 km². Ihr mittlerer Abfluss am Pegel Jermakowskoje beträgt 34 m³/s. Die Oja führt im Monat Mai während der Schneeschmelze Hochwasser. Das Monatsmittel liegt im Mai bei 95 m³/s.